# D-spray
『D-spray』（ディスプレイ）は、アンダームーンのアダルトゲームシリーズ。
2005年6月24日にはシリーズ1作目の『D-spray 媚薬でモテモテ 課長代理補佐』が、2006年9月29日にはシリーズ2作目の『D-spray2 媚薬でモテモテ 課長代理 湯けむり旅情編』が発売された。

## 概要
典型的な抜きゲーの1つ。大きなどんでん返しやお涙頂戴の感動的な話はほとんど無い。
1作目はただ主人公がヒロイン達とセックスを楽しむだけの内容だったが、2作目は主人公が成り上がっていくサクセスストーリーの要素が加わった。また、複数あるエンディングの1つに3作目の製作を示唆する描写が含まれている。
1作目と2作目で全く同じBGMを使用している。

## D-spray

### あらすじ (D-spray)
主人公の西園寺大介は、大手製薬会社に勤める独身で中年のサラリーマン。課長代理補佐という閑職に追いやられ、今やいつ首を切られてもおかしくない状態であった。
そんなある日、大介は研究開発部の大森麗子主任から呼び出しを受け、開発したばかりの新薬の実験に協力するよう要請される。その新薬とは、吹きかけるだけで強烈な催淫効果のあるフェロモンを発する媚薬だった。騙されていると勘ぐりつつ了承した大介は、早速同僚の川崎朋香に噴きかけてみるが、何の変化も起こらなかったため、麗子主任のもとへ確認に戻る。そこで正しい使い方を教わった大介はうっかりその場で媚薬を使ってしまい、麗子主任を発情させてしまう。媚薬の効果があまりにも強かったため、麗子主任は耐え切れず、大介に頼んでその場で抱いてもらう。
媚薬の効果を目の当たりにした大介は、遅かりし春がやってきたと次々にOL達を抱いていく。

### 登場人物 (D-spray)
西園寺 大介（さいおんじ だいすけ）
主人公。営業2課の冴えない営業マン。社内でただ1人、"課長代理補佐"職に就いている。課内での成績は最下位で、いつも月末にノルマをギリギリ達成することで、何とか首の皮1枚を繋いでいる。同僚や後輩に追い越され、社内のOL達からも冷たい視線を受けている。本人はそのことに気づいていて傷つきもするが、それほど深刻に受け止めず、すぐに立ち直る。無能で役立たずと設定されているが、実際はそれほど落ちこぼれというわけではなく、成績が低いのは不精で面倒臭がりなだけで、人間としてはできている。
家族親戚が皆優秀な中、ただ1人凡人だったために周りから疎んじられ、社会人になった後に家を出て家族との縁を切った。
桜木 綾菜（さくらぎ あやな）
声：木村あやか
社内でも1、2を争う美人受付嬢。明るく素直で人気が高く、高嶺の花と誰もが手を出すのをためらい牽制し合っていた。そんな中、営業2課の鹿島課長が空気を読まず告白し、1年後に婚約した。非常に奥手で貞操観念が高く、課長から婚前交渉を迫られていたが、いつも断り続けていた。
大介に媚薬を使われ、将来の夫に…と守り続けていた処女を捧げてしまう。そのことを婚約者に隠しているため、悩んでいる。
川崎 朋香（かわさき ともか）
声：柴田蕗
大介と同じ課に所属する同僚。自分の身体を使うことを厭わないため、課内での成績は優秀。入社試験すら子安専務（当時は部長）と愛人関係を作り、コネでパスした。受付の綾菜とは同期入社の友人。大介のことは「おっさん」と呼んでバカにしているが、媚薬を使われて身体を重ねた以降は、考え方が変わっていく。精神的な繋がりや安心感よりも、身体の相性を重視する快楽主義者。
大井田 薫（おおいだ かおる）
声：深井春花
秘書課に所属する社長付きの秘書。子安専務と愛人関係を築いているものの、公私の混同はしない。大介のことは専務から聞いて知ってはいたものの、それは"無能"という評価付だったため、異性としては意識していなかった。媚薬を使われて新たな性癖を開発されてからは、大介へ情が移っていく。
鶴見 さやか（つるみ さやか）
声：北都南
総務課のOL。大介に対等に接してくれる、社内でも数少ない人物の1人。既婚者だが、夫婦仲は上手く行っておらず、夜の生活どころか会話まで無くなってしまっている。そのために欲求不満が募っており、異性として見てくれる大介を意識しつつある。
大介と不貞を働いてしまったことに罪悪感を抱いているものの、それと同時にその背徳的な快感の味を知ってしまったため、戸惑っている。
大森 麗子（おおもり れいこ）
声：黒崎猫
開発4課の主任。外資系企業から引き抜かれ、すぐに一室を任されたほどの天才開発者。あまり感情を表に出さず、常に落ち着いていて言動を乱さない。独自に噴霧タイプの媚薬を開発して大介を実験体に指名するが、その際に彼の不注意で媚薬を使われてしまい、不本意ながらその場で抱かれてしまう。
かつて学生時代、家族との軋轢でひどく悩み落ち込んだ時に、いとこのお兄ちゃんに相談に乗ってもらい無事乗り越え、留学することができた。それ以来、お兄ちゃんへは多大なる恩を感じており、今でも密かに憧れている。
子安 愛（こやす まな）
声：みる
子安専務（後述）の愛娘。純真かつ清楚で、明るく素直な典型的箱入り娘。家での躾が厳しかったため、いまだに男性経験が無い。父親のたっての希望で同社の入社試験を受けるが、本人はコネで入社することを拒み、他の一般入社希望者と同じように就職活動をしている。
会社見学した際に大介と出会い、相談に乗ってもらっているうちに媚薬を使われてしまう。
鹿島 雅夫（かしま まさお）
営業2課の課長。大介の直属の上司。仕事は出来るが、男としての度量が小さく、ことあるごとに大介へ小言を言っている。
子安 章人（こやす たかひと）
大介の元上司で専務。仕事には厳しく野心家。厳格で真面目に見られがちだが、実は浮気を重ねており、以前は朋香、今は社長秘書の薫を愛人にしている。愛娘の愛を溺愛している。

### スタッフ (D-spray)
- 企画・原案：マリゴールド
- プロデューサー：関口大輔
- ディレクター：みー
- 原画：黒井恵利子
- シナリオ：永沢壱朗、そのだまさき、優妃崎章人
- 音楽：株式会社キューブ

## D-spray2

### あらすじ (D-spray2)
大手製薬会社に勤める主人公の西園寺大介は、媚薬の実験を機に開発部の麗子主任と結婚し、幸せな人生を謳歌していた。
そんなある日の朝、枕元にあった小瓶の液体を不注意で浴びてしまった大介は、妻の麗子からそれが新しく開発した媚薬であると聞かされるが、双方の身体に何の変化も起こらなかったため、気にせず会社へ向かう。通勤途中に満員電車の中で、大介は偶然乗り合わせた総務課のさやかとしばし談笑する中で互いに発情してしまう。慌てた大介は次の駅でさやかを連れて降りると、トイレで彼女を抱く。
会社で勤務中にも、大介は新人OLの愛や社長秘書の薫も発情させてしまい、抱く羽目になる。不思議に思いながら帰宅した大介に、麗子は彼の身体が今朝浴びた媚薬によって興奮するたびにフェロモンが発生し、周りの女性を発情させてしまう体質へ変わってしまったことを告げる。
一方、総務課の鶴見さやかの双子の妹・明神 すみかは、夫亡き後、ただ一人、若女将として明神旅館を切り盛りしていた。旅館のある町では外資系企業とのスパリゾート計画が立てられていたが、すみかは街の景観を損ねるという懸念から反対し、大介の会社と業務提携を結ぼうと考えていた。そこへ、そのプロジェクトの責任者となった大介が愛と2人で明神旅館に現れる。

### 登場人物 (D-spray2)
西園寺 大介（さいおんじ だいすけ）
営業2課の課長代理。新規プロジェクトの責任者に抜擢されて昇進したが、"補佐"が取れて課長代理になっただけで、あまり変わりは無い。結婚したことによってプライドを持つようになり、会社での勤務態度を改めているため、周りからの評判は上がりつつある。才色兼備な麗子に引け目を感じており、いずれは釣り合う男になりたいと考えている。
西園寺 麗子（さいおんじ れいこ）
声：黒崎猫
密かに想い憧れていた大介と結婚し、幸せな新婚生活を送っている。アメリカにいた頃に取得した特許で建てた研究室付きの自宅へ大介に越してきてもらい、一緒に暮らしている。会社での媚薬の研究開発は終了したが、より完璧に近づけるために今なお個人的に研究を続けている。媚薬の実験のために大介が自分以外の女性を抱くことを許可しているものの、実際にその光景を見ると浮気されたという想いが募り、不機嫌になる。
子安 愛（こやす まな）
声：みる
今年入社の新入社員。今時の若者のようなスレた感じもなく明るく朗らかで、良く言えば大和撫子、悪く言えば世間知らずな子。会社見学時に主人公に媚薬を使われて抱かれてしまうが、それを好意的に捉えており、彼のおかげで入社できたと思っている。大介に抱かれる際はいずれ現れるであろう愛する男性のために処女だけは守っており、アナルの性感帯を開発されているが、大介には身体を重ねるごとに想いが募り、既婚者と知りながらも異性として意識するようになる。
明神 すみか（みょうじん すみか）
声：北都南
明神旅館の若女将。旅館を営んでいた夫を病気で亡くし、彼の後を継いで旅館を自分だけで切り盛りしている。亡くなった夫に操を立てているために再婚しておらず、独身。街ぐるみでの外資系企業とのスパリゾート計画が、街の景観を損なってしまうのではないかと案じており、ただ1人で反対して大介の会社と業務提携を結ぼうと考えている。総務課の鶴見さやかは双子の妹。
栗橋 さつき（くりはし さつき）
声：木村あやか
明神旅館で仲居のアルバイト中の学生。温泉街の食堂と掛け持ちで働いている。雑に結んだ後ろ髪とそばかすがチャームポイント。ドジであるものの前向きで、一度や二度の失敗ぐらいではめげない。外資系企業を積極的に誘致している、商工会議所会長の栗橋金時の娘。
古河 茜（こが あかね）
声：川瀬ゆづき
温泉街で一番人気の芸妓。気が強く姉御肌で面倒見が良く、老若男女を問わず慕われている。バツイチのヤンママで、古アパートに子供と一緒に住んでいる。普段着はラフなジャージ姿だが、私生活は清楚な良き母として立派に努めている。
虎ノ門 葵（とらのもん あおい）
声：平野響子
明神旅館に宿泊している女性。わがままかつ高慢で高圧的だが、身なりが良く気品のあるセレブリティ。初対面の大介を旅館の従業員と勘違いし、こき使う。誤解が解けた以降も何かと難癖を付けては大介に絡んでくる。自分のスタイルに自信があり、常に手入れを欠かさない。
大井田 薫（おおいだ かおる）
声：深井春花
社長付きの秘書。子安専務とは「大介が寝取った」形で切れているものの、大介とも疎遠になっている。
鶴見 さやか（つるみ さやか）
声：北都南
総務課のお局OL。大介が結婚した際の良きアドバイザー。未だに夫婦仲は上手く行っておらず、セックスレスが続いている。

### スタッフ (D-spray2)
- 企画・原案：マリゴールド
- プロデューサー：関口大輔
- ディレクター：翠波たかふみ
- 原画：黒井恵利子
- シナリオ：永沢壱朗、春日晶
- 音楽：株式会社キューブ

## アダルトアニメ
ルネピクチャーズのブランド「エンゼルフィッシュ」より2013年3月29日に第1巻が発売。
- 『D-spray 媚薬でモテモテ 課長代理補佐 第一巻』（2013年3月29日発売[1]）